# شیرهای جوان (فیلم ۱۳۷۸)
شیرهای جوان یک فیلم رزمی به کارگردانی و نویسندگی محسن محسنی‌نسب و تهیه‌کنندگی سید کمال طباطبایی محصول سال ۱۳۷۸ است.

## داستان
این فیلم داستان زندگی یک ورزشکار رشته کاراته است که در مسابقات در شهر کیف برای او اتفاقاتی رخ می‌دهد.

## جشنواره‌ها
فیلم شیرهای جوان در چهارمین دوره جشن خانه سینما (۱۳۷۹) حضور داشته‌است.